# Gobiesox mexicanus
Gobiesox mexicanus — вид риб родини Присоскоперові (Gobiesocidae). Це прісноводна риба, що зустрічається у високогірних річках Мексики на північ від затоки Теуантепек. Риба сягає завдовжки 6,9 см.